# Tom Ruegger
Thomas Charles "Tom" Ruegger (Metuchen, Nueva Jersey, 4 de abril de 1956) es un animador estadounidense, escritor, artista de guion gráfico, productor y director.

## Biografía y carrera
Ruegger nació en Metuchen, Nueva Jersey.
En la década de 1980 Ruegger trabajaba para Hanna-Barbera, escribiendo y produciendo varias series animadas, sobre todo Los Snorkels, Los 13 fantasmas de Scooby-Doo, Scooby-Doo and Scrappy-Doo, Pound Puppies, y Un cachorro llamado Scooby-Doo. También escribió un episodio de He-Man and the Masters of the Universe.
En 1989 comenzó a trabajar junto con Jean MacCurdy y Steven Spielberg en Warner Bros. Animation para crear y producir varias series de animación que incluían a Tiny Toon Adventures, Animaniacs, Pinky y Cerebro, ¡Histeria!, Batman: la serie animada, ¡Fenomenoide! y Road Rovers.
En 2004, Ruegger inició "Tom Ruegger production", un estudio de animación de servicio completo. En 2006, Ruegger comenzó el desarrollo, edición de la narración y sirvió como productor ejecutivo en la serie animada de 40 episodios Animalia, basada en el libro de imágenes de Graeme Base. Junto a Nicholas Hollander, desarrolló y editó la historia de otra serie de animación titulada Sushi Pack.
Ruegger ha recibido catorce premios Emmy por su trabajo en la animación.[cita requerida]

## Vida familiar
Ruegger estuvo casado con la actriz de voz Adrienne Alexander, quien trabajó con él en Scooby-Doo y Pound Puppies. Él la conoció cuando ambos asistieron al Dartmouth College. Ellos se divorciados en 2004. En 2006, se casó con Annie Malley, y vive cerca de Los Ángeles, California.
Annie es una exitosa corredora de maratón, y tiene tres hijos: Nathan, Lucas y Cody. Nathan Ruegger prestó su voz para la versión bebé del pato Plucky en Tiny Toon Adventures, la ardilla Skippy en Animaniacs y Froggo en ¡Histeria!, mientras que Lucas proporcionó la voz de la Llama y Bumpo Basset en Animaniacs y Baby Big Fat en ¡Histeria!. Cody realizó la voz del pajarito azul en Animaniacs y Loud Kiddington en ¡Histeria!.
Los chicos Ruegger también son la inspiración principal detrás de los personajes principales de Animaniacs, Yakko, Wakko y Dot. El mismo Tom Ruegger hizo también apariciones ocasionales en sus shows en forma caricaturesca, sobre todo como el carácter recurrente de director Cooper DaVille en Tiny Toons.

## Filmografía

### Películas
| Año  | Título                                        | Rol                           |
| ---- | --------------------------------------------- | ----------------------------- |
| 1988 | El bueno, el malo y Huckleberry Hound         | Escritor                      |
| 1992 | Tiny Toon Adventures: How I Spent My Vacation | Escritor, Productor           |
| 1993 | Batman: La Máscara del Fantasma               | Productor ejecutivo           |
| 1999 | Wakko's Wish                                  | Escritor, Productor, Director |

### Televisión
| Año       | Título                                | Rol                                                                             |
| --------- | ------------------------------------- | ------------------------------------------------------------------------------- |
| 1981      | Blackstar                             | Escritor                                                                        |
| 1983-1984 | El nuevo show de Scooby y Scrappy-Doo | Escritor, Animador                                                              |
| 1984-1989 | Snorks                                | Escritor, Animador                                                              |
| 1985      | The 13 Ghosts of Scooby-Doo           | Escritor, Creador & Animador                                                    |
| 1986-1987 | Pound Puppies                         | Escritor, Animador                                                              |
| 1988-1991 | A Pup Named Scooby-Doo                | Departamento, Historia, Artista de guion gráfico, Escritor, Productor ejecutivo |
| 1990-1995 | Tiny Toon Adventures                  | Escritor, Creador                                                               |
| 1991-1995 | Taz-Mania                             | Productor ejecutivo, Departamento                                               |
| 1992-1995 | Batman: The Animated Series           | Escritor, Productor ejecutivo, Creador                                          |
| 1992      | The Plucky Duck Show                  | Escritor, Productor ejecutivo                                                   |
| 1993-1998 | Animaniacs                            | Escritor, Creador                                                               |
| 1995-1997 | Freakazoid!                           | Escritor, Departamento, Productor                                               |
| 1995-1998 | Pinky and the Brain                   | Escritor, Creador                                                               |
| 1996-1997 | Road Rovers                           | Escritor, Creador                                                               |
| 1998-2000 | Histeria!                             | Escritor, Creador                                                               |
| 2003-2005 | Duck Dodgers                          | Escritor                                                                        |
| 2007-2008 | Animalia                              | Departamento, Editor, Productor ejecutivo                                       |
| 2007-2009 | Sushi Pack                            | Escritor, Creador                                                               |
| 2013      | Pac-Man and the Ghostly Adventures    | Escritor, Departamento                                                          |
| 2014-2016 | Los 7E                                | Productor ejecutivo, Escritor                                                   |

- Datos: Q3530867